# Colubrina asiatica
Colubrina asiatica là một loài thực vật có hoa trong họ Táo. Loài này được (L.) Brongn. mô tả khoa học đầu tiên năm 1827.

## Hình ảnh

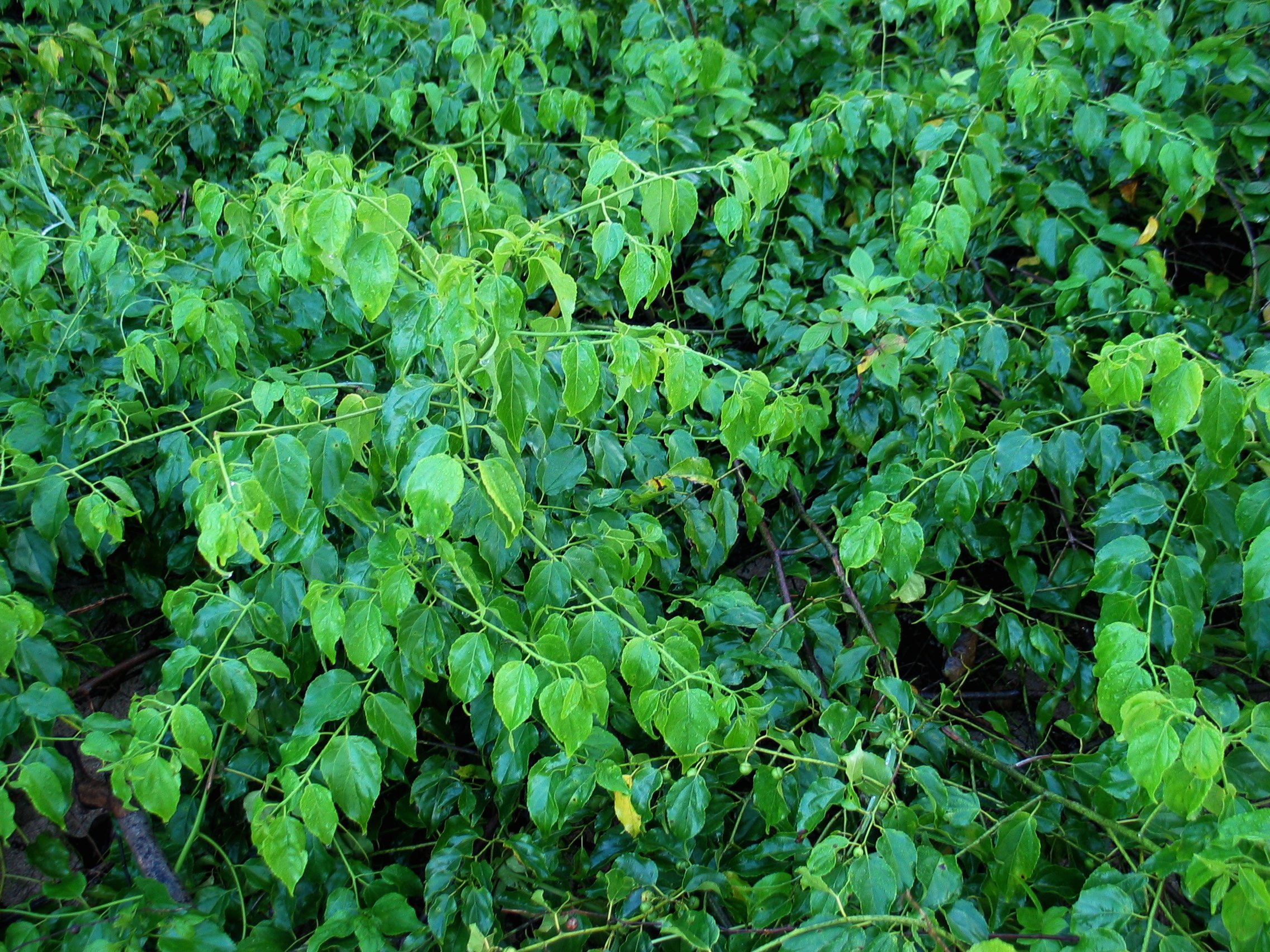
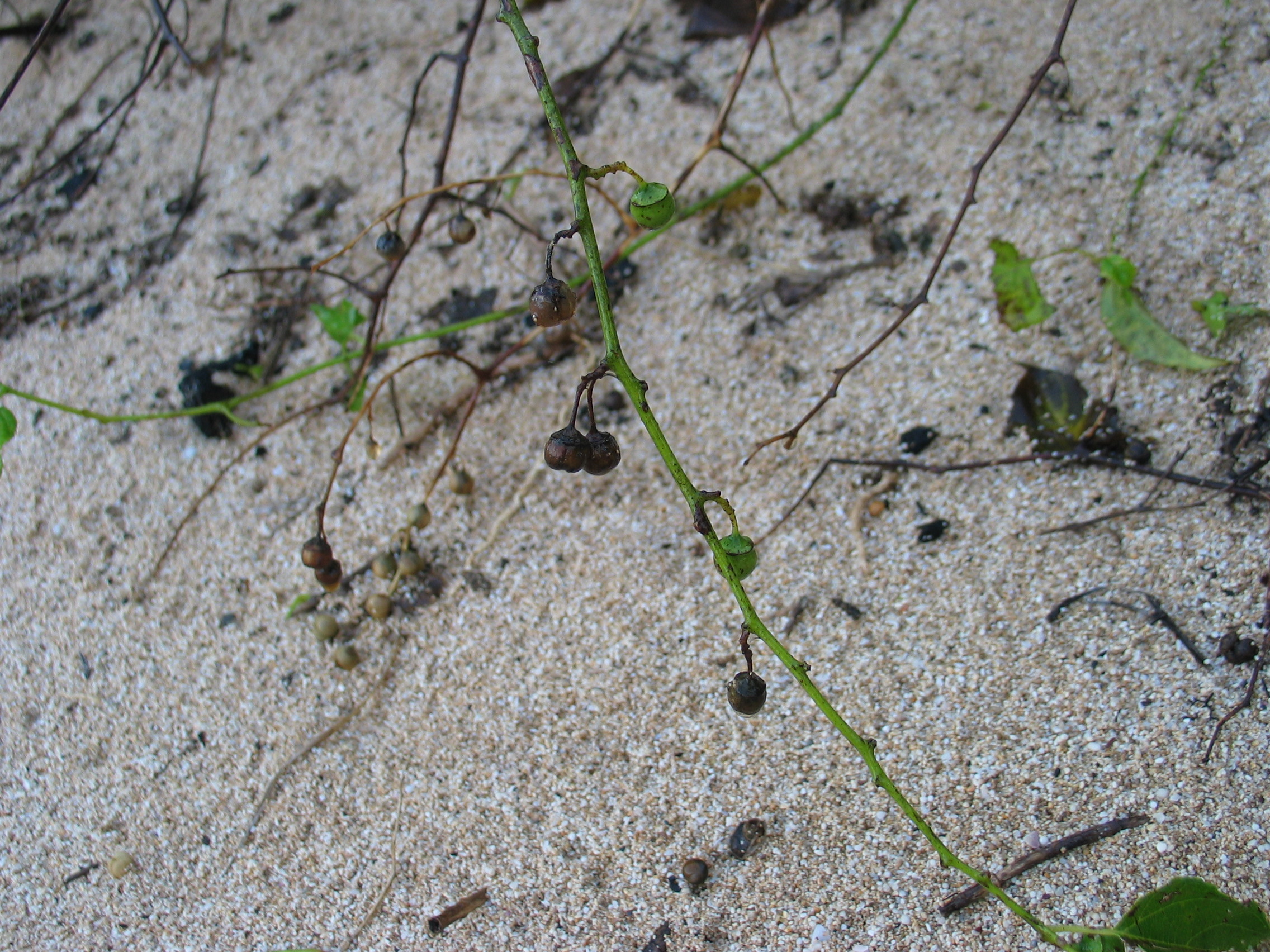
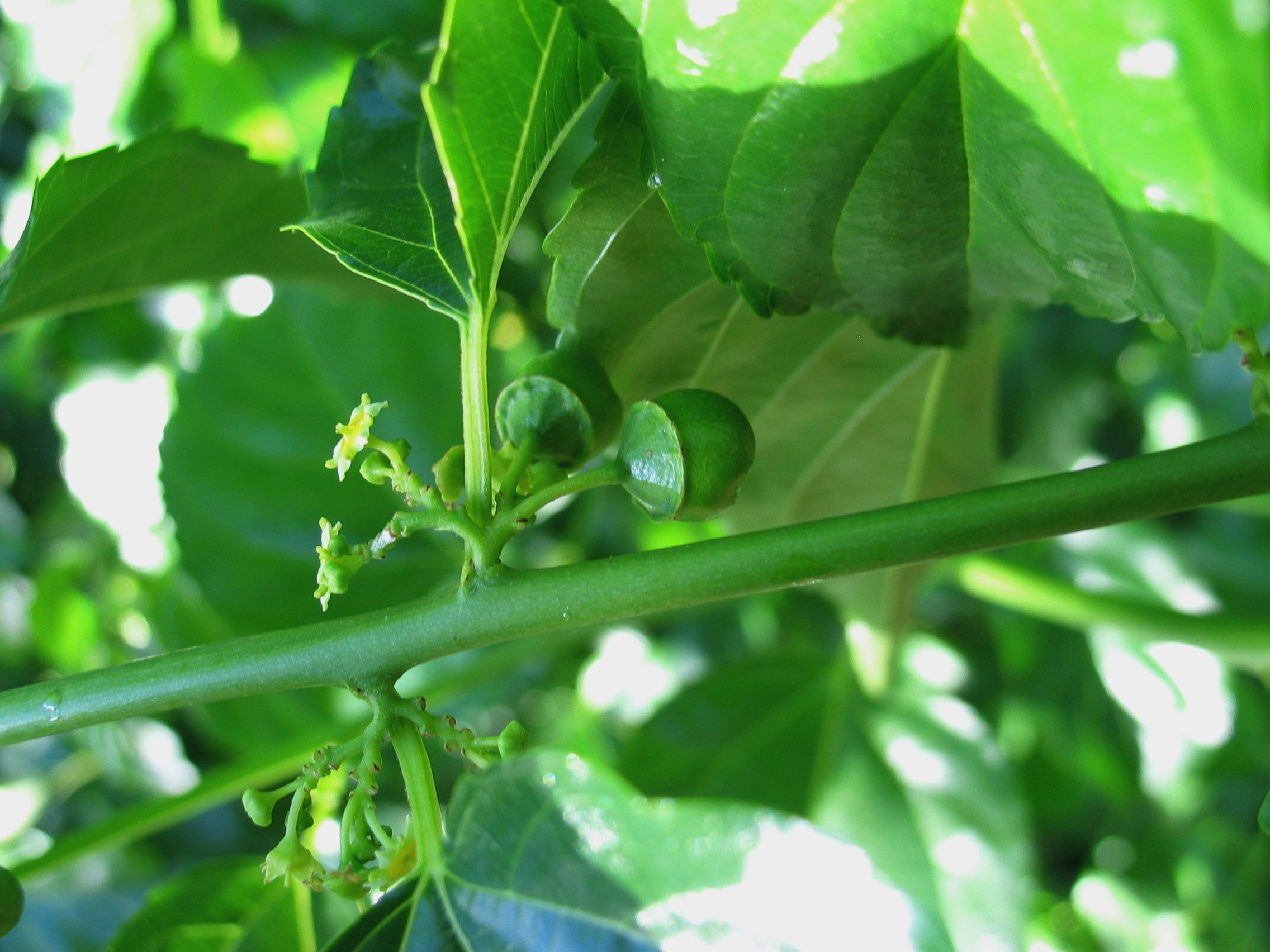
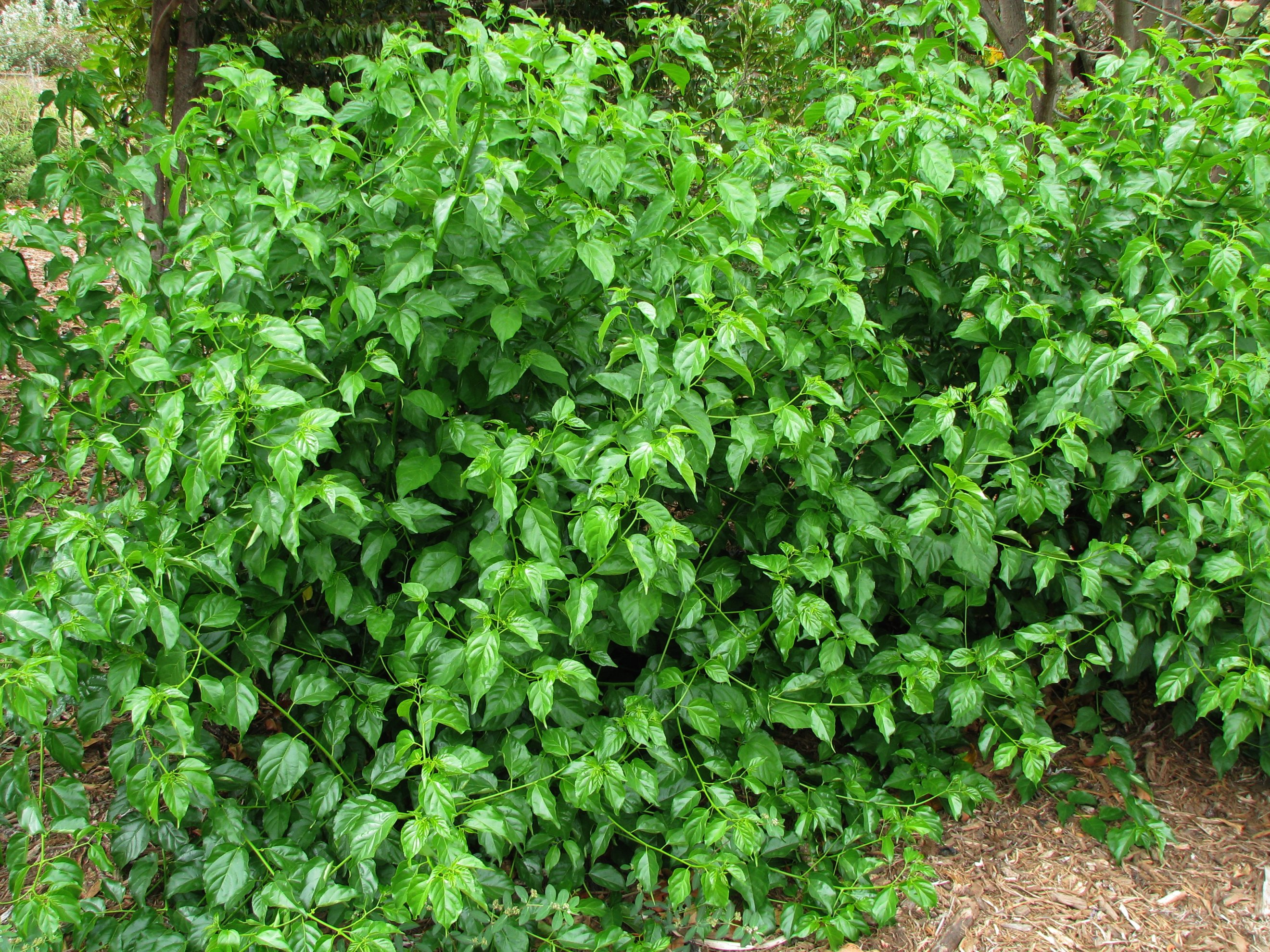